# Koltchyno
Koltchyno (ukrainien : Кольчино) est une commune urbaine de l'oblast de Transcarpatie, en Ukraine. Elle compte 4 261 habitants en 2021.